# 李澄 (纪王)
李铁诚（?—?），又作李证，唐朝宗室，唐太宗的孙子。纪王李慎的第七子。
李慎七子：东平王李续、义阳王李琮、楚国公李睿、襄阳郡公李秀、广化郡公李献、建平郡公李钦、李铁诚。李续早亡，其余五人被武则天所杀。神龙初年，封李铁诚为嗣纪王，后改名李澄。景云元年（710年），加银青光禄大夫。开元初年，历任德州、瀛州、冀州三州刺史、擢升为左骁卫将军，终官定州刺史。去世后，其子李行同嗣纪王。

## 家庭

### 王妃
- 河南窦氏，开府仪同三司、上柱国、毕国公窦希瓘第二女

### 子孙
- 李行同，嗣紀王、信王府長史
- 李行周，嗣紀王、光祿少卿
- 李行用，端王府司馬
- 李行冏，襄王府司馬
- 李行岡，嘉州刺史
  - 李翃，廣都令
  - 李建，嗣紀王、資州司馬
  - 李珝，德陽尉
  - 李翊，錦州錄事參軍